# أفونسو لوبيز
أفونسو لوبيز هو مبارز بالسيف كوبي، مثّل بلاده في الألعاب الأولمبية الصيفية 1924.

## روابط خارجية
أفونسو لوبيز على موقع أوليمبيديا (الإنجليزية)